# El violinista
El violinista és una escultura feta per Pau Gargallo el 1920 i que es conserva al Museu Nacional d'Art de Catalunya. L'obra va ser adquirida a l'«Exposició d'Art» de Barcelona de 1920

## Història
Pablo Gargallo va crear El violinista inspirant-se en el seu amic Francesc Costa. Va fer-la clavant i soldant planxes de plom sobre una ànima de fusta. Actualment, la superfície de l'escultura està deformada amb butllofes a causa de la incompatibilitat entre els dos materials. L'anàlisi del compost blanc que s'ha format a l'interior d'algunes planxes de plom ha confirmat la corrosió per carbonatació, una degradació iniciada a causa dels compostos orgànics volàtils emesos per la fusta, que s'ha anat agreujant amb els anys. 
Per avaluar el grau d'afectació del plom i conèixer l'interior del Violinista s'ha recorregut a una tècnica no destructiva, capaç de penetrar el plom: la radiografia de neutrons. L'estudi, pioner a Espanya, s'ha dut a terme al Paul Scherrer Institut de Suïssa.
Amb les tomografies obtingudes s'ha pogut conèixer la tècnica d'execució de l'escultor i s'han realitzat els mapes d'alteracions, amb la localització de les zones interiors afectades. Els resultats han estat fonamentals per concretar quina ha de ser la intervenció en l'escultura.